# Rębnia
Rębnia – system użytkowania i odnawiania lasu. Określa zespół zasad i czynności z zakresu użytkowania lasu, mających na celu stworzenie najkorzystniejszych warunków dla odnowienia lasu o właściwym, z punktu widzenia gospodarki leśnej, składzie gatunkowym drzew i uzyskania pożądanej budowy drzewostanu.
Sposób prowadzenia cięć w użytkowaniu rębnym drzewostanu, połączony jest zazwyczaj ze specyficznymi sposobami odnowienia i pielęgnowania. Rębnia przede wszystkim wpływa na piętrowość drzewostanu, dąży do pożądanego składu gatunkowego i umożliwia jego utrzymanie, poprawia formę zmieszania i strukturę wiekową przyszłego drzewostanu. Rębnie uściślają postępowanie gospodarcze, nadają kierunek odnowieniu i przyszłej strukturze drzewostanów, wpływając pośrednio na wydajność siedliska.
Stosując rębnię należy stworzyć optymalne warunki dla: 
- powstania z samosiewu, siewu lub sadzenia odpowiednich dla danego siedliska gatunków drzew
- wzrostu i rozwoju nowego pokolenia lasu, zgodnie z wymaganiami ekologicznymi poszczególnych gatunków drzew, w kolejnych fazach rozwojowych
- uzyskania pożądanej poziomej i pionowej budowy drzewostanu

Każdą rębnię charakteryzują elementy:
- techniczne
- przestrzenne
- czasowe

## Elementy techniczne rębni
Do elementów technicznych zalicza się sposoby wykonywania cięć:
- cięcia zupełne, w których wszystkie drzewa na określonej powierzchni są usuwane jednorazowo, a odnowienie wzrasta bez osłony lub tylko z osłoną boczną drzewostanu,
- cięcia częściowe, w których drzewostan jest przerzedzany w zasadzie równomiernie w celu uzyskania samosiewu górnego na całej odnawianej powierzchni, a młode pokolenie wzrasta pod osłoną górną drzewostanu,
- cięcia gniazdowe, w których drzewostan usuwa lub przerzedza się na tzw. gniazdach w celu wprowadzenia gatunków współpanujących i domieszkowych z odpowiednim wyprzedzeniem w stosunku do cięcia uprzątającego (usuwającego pozostałe drzewa) w celu wykorzystania osłony dla gatunków wprowadzanych na gniazdach,
- cięcia brzegowe, w których postępując od ściany drzewostanu w kierunku jego wnętrza stosuje się zróżnicowane nasilenie cięć, najsilniejsze na brzegu i malejące w głąb drzewostanu,
- cięcia przerębowe - jednostkowe lub grupowe, wykonywane w drzewostanach o strukturze przerębowej, w których jednocześnie realizowane jest użytkowanie drzew dojrzałych, inicjowanie i wspieranie procesu odnowienia, selekcja, regulowanie struktury i zabiegi sanitarne.

## Elementy przestrzenne rębni
Do elementów przestrzennych zalicza się wielkość i kształt powierzchni odnowieniowej, jej położenie i następstwo cięć. Przy określaniu areału powierzchni operuje się często ekologiczną miarą wysokości rębnego drzewostanu (h). 
Wyróżnia się powierzchnie o kształcie:
- kolistym lub eliptycznym:
  - luki – o powierzchni do 2 arów (w starszym drzewostanie powstają przez wycięcie 1–2 drzew), gdzie stosuje się zmieszanie jednostkowe lub wprowadza się jeden gatunek drzewa,
  - małe gniazda – o powierzchni 3–10 arów, przy mniejszej średnicy do 1 h, gdzie stosuje się zmieszanie grupowe lub drobnokępowe,
  - duże gniazda – najczęściej o kształcie eliptycznym przy mniejszej średnicy od 1 do 1,5 h i dłuższej średnicy zorientowanej równolegle do kierunku panujących wiatrów, o powierzchni 10–20 arów, gdzie stosuje się zmieszanie kępowe i wielkokępowe.
 Luki i małe gniazda stosuje się przy odnawianiu jodły, buka a duże przy odnawianiu dębu, jesionu. Gniazda mogą być większe jeśli pozostaje na nich osłona z luźno rozmieszczonego drzewostanu.
- wydłużonym:
  - brzegi – powierzchnie o szerokości kilku metrów, ciągnące się wzdłuż ściany drzewostanu,
  - smugi – o szerokości do 1 h (20–30 m) ciągnące się wzdłuż ściany drzewostanu,
  - pasy – o szerokości 1–2 h (40–60 m) ciągnące się wzdłuż ściany drzewostanu,
  - strefy – o szerokości powyżej 2 h (70–200 m) dzielące duże drzewostany na części.

Powierzchnie o kształcie wydłużonym powinny uwzględniać naturalną zmienność mikrosiedlisk i drzewostanów i być kształtowane w sposób zapewniający najkorzystniejsze warunki dla odnowienia lasu. Ściany powstałego zrębu nie powinny tworzyć regularnych figur. Ze względu na ekologiczne warunki odnowienia, najkorzystniejsze są powierzchnie, których dłuższy bok przebiega prostopadle do kierunku panujących wiatrów, budując tym samym korzystną, schodkową strukturę drzewostanów.

## Elementy czasowe rębni
Do elementów czasowych zalicza się:
- okresy odnowienia
- okresy uprzątnięcia
- nawroty cięć

Okres odnowienia jest to czas upływający od rozpoczęcia procesu odnowienia w drzewostanie (dojrzałym do odnowienia) do ostatniego cięcia uprzątającego resztę starodrzewu przewidzianego do usunięcia z odnawianej powierzchni. Pożądane jest pozostawianie po cięciu uprzątającym silnych biogrup drzew matecznych jako elementów ekologicznych lub funkcjonalnych nowego drzewostanu. 
Wyróżnia się następujące okresy odnowienia:
- krótki – do 10 lat,
- średni – 11 do 20 lat,
- długi – od 21 do 40 lat,
- bardzo długi – powyżej 40 lat.

Nawrót cięć – jest to liczba lat między kolejnymi cięciami:
- w rębni zupełnej na powierzchniach bezpośrednio do siebie przylegających, wynosi od 4 do 5 lat,
- w rębni częściowej, gniazdowej lub stopniowej między dwoma kolejnymi cięciami odnowieniowymi na tej samej powierzchni. Przy rębni częściowej i stopniowej wynosi od 3 do 6 lat, przy rębni gniazdowej 5 do 15 lat – w zależności od wysokości odnowienia na gniazdach, które powinno być odsłaniane gdy osiągnie 1–3 m,
- w rębni przerębowej (ciągłej) między cięciami przerębowymi, wynosi od 5 do 10 lat.

## Podział rębni
Istnieje szereg klasyfikacji rębni. W Państwowym Gospodarstwie Leśnym obowiązuje podział według Zasad Hodowli Lasu:
- rębnie zupełne oznaczone symbolem I
  - zupełna wielkopowierzchniowa Ia
  - zupełna pasowa Ib
  - zupełna smugowa Ic
- rębnie częściowe - symbol II
  - częściowa wielkopowierzchniowa IIa
  - częściowa pasowa IIb
  - częściowa smugowa IIc
  - częściowa gniazdowa IId
- rębnie gniazdowe - symbol III
  - gniazdowa zupełna IIIa
  - gniazdowa częściowa IIIb
- rębnie stopniowe - symbol IV
  - stopniowa gniazdowa IVa
  - stopniowa gniazdowo-smugowa IVb
  - stopniowa brzegowo-smugowa IVc
  - stopniowa gniazdowa udoskonalona IVd
- rębnia przerębowa (ciągła) – symbol V.